# 蔡兆章
蔡兆章（1931年9月4日—2009年8月），臺灣實業家，臺灣福州同鄉會領袖，福建省林森縣（今天福州市閩侯縣）人氏。他在閩臺兩地創辦多間實業，興設學校，包括臺灣協成電器、福州協特來、與日商合資的福州協多吉精機，以及新竹中華大學。曾任新竹市工業會第三、四屆理事長、世界福州十邑同鄉總會副會長。

## 生平
蔡兆章1931年生於中國大陸福建省林森縣，1949年18歲時隨中華民國國軍前往臺灣，退伍後曾於電信總局工作。1962年在新竹成立「協成電器公司」，經營照明製品，包含日光燈管、燈泡、附屬產品之加工裝配，成為新竹商界鉅子。1987年，與林政則等人於新竹市郊創辦中華工學院。
臺海開啟民間交流後，蔡兆章致力於閩臺交流，並出任世界福州十邑同鄉總會副會長。蔡於1991年返鄉成立「福州協特來照明公司」，出口照明設備製品。2002年，與日商池内要一合資成立「福州協多吉精機公司」，在福興投資區設立工廠，生產精密機械製品。2009年，蔡兆章逝世，世界福州十邑同鄉總會各地的代表，組團前往臺灣追悼。